# Kanton Wustrow

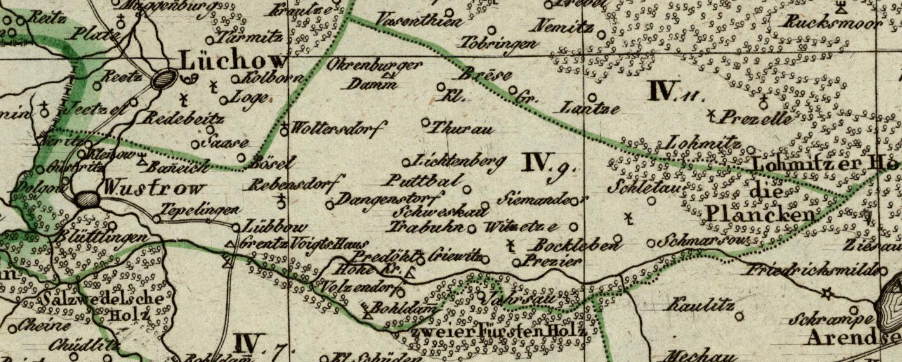
Der Kanton Wustrow (IV. 9) im Distrikt Salzwedel des Departements der Elbe des Königreichs Westphalen

Der Kanton Wustrow (auch Canton Wustrow) war eine Verwaltungseinheit im Königreich Westphalen. Er wurde 1810 nach der Einverleibung des Kurfürstentums Braunschweig-Lüneburg in das Königreich Westphalen gebildet und dem Distrikt Salzwedel im Departement der Nieder-Elbe zugewiesen. Schon im März 1811 wurde das Departement der Nieder-Elbe aufgelöst und kam größtenteils an die neu geschaffenen französischen hanseatischen Departements. Der Distrikt Salzwedel wurde (wieder) an das Departement der Elbe angeschlossen. Kantonshauptort (chef lieu) des Kantons Wustrow war Wustrow im Landkreis Lüchow-Dannenberg (Niedersachsen). Nach Auflösung des Königreichs Westphalens im Oktober/November 1813 wurden die Kantone wieder aufgelöst und die vorherige Verwaltungsgliederung wiederhergestellt.

## Geschichte
Mit Decret vom 18. August 1807 rief Kaiser Napoleon das Königreich Westphalen ins Leben. Der erste und einzige König Hieronymus Napoleon (Jérôme Bonaparte), Bruder Napoleons erhielt aber erst am 1. Dezember 1807 die volle Souveränität über sein Königreich. Preußen musste 1807 im Frieden von Tilsit neben anderen Landesteilen auch die Altmark und das Herzogtum Magdeburg abtreten, die dem neuen Königreich zugeschlagen wurden. Aus diesen Gebieten und kleineren, vom Königreich Sachsen abgetretenen Gebieten wurde das Departement der Elbe gebildet, das sich in vier Distrikte (Magdeburg, Neuhaldensleben, Stendal und Salzwedel) gliederte.
1810 annektierte das Königreich Westphalen das bisherige Kurfürstentum Braunschweig-Lüneburg, auch Kurfürstentum Hannover genannt. Aus diesen Gebieten wurden drei neue Departements gebildet, das Departement der Nieder-Elbe, das Nord-Departement (später Departement der Elbe- und Weser-Mündung genannt) und das Departement der Aller. Der Distrikt Salzwedel des Departement der Elbe wurde formal aufgelöst. Gleichzeitig wurde ein neuer Distrikt Salzwedel im Departement der Nieder-Elbe gebildet. Der neue Distrikt Salzwedel erhielt acht Kantone aus dem aufgelösten Distrikt Salzwedel des Departement der Elbe (Kanton Jübar, Kanton Kalbe, Kanton Groß Apenburg, Kanton Beetzendorf, Kanton Diesdorf, Stadtkanton Salzwedel, Landkanton Salzwedel und Kanton Arendsee) und fünf neue, aus Gebieten des Kurfürstentums Braunschweig-Lüneburg gebildete Kantone: Quickborn, Lüchow, Gartow, Wittingen und Wustrow.
Nach der Division territoriale relative aux trois départements formés des anciennes provinces hanovriennes ..., das dem Königlichen Dekret vom 15. Juli 1810 beigeheftet war, bestand der Kanton Wustrow aus folgenden Städten, Dörfern und Gehöften (von der heutigen Schreibweise abweichende Originalschreibweisen sind kursiv gehalten):
- Wustrow, Kleinstadt, Kantonshauptort (chef-lieu), mit Banneick, Vorwerk
- Güstritz, Dorf, mit Dolgow, Klennow, Dorf, Neritz, Dorf
- Blütlingen (Blüthlingen), Dorf mit Teplingen (Töplingen), Dorf
- Dangenstorf (Dangenstorff), Dorf, mit Predöhl (Predöhlen), Dorf, Hohenkrug (Hohekrug), Dorf, Volzendorf (Voltzeudorff), Dorf, Pohldamm, Forsthaus (existiert nicht mehr; Lage:) und Kriwitz (Criwitz), Dorf
- Prezier, Dorf, Bockleben, Dorf
- Schmarsau (Schmarzau), Dorf, Schletau, Dorf
- Großwitzeetze (Witzeze im Lemgow), Dorf mit Simander (Siemander), Dorf
- Schweskau, Dorf, Puttball, Dorf und Trabuhn, Dorf
- Lichtenberg, Dorf mit Thurau, Dorf
- Woltersdorf (Woltersdorff), Dorf mit Klein Breese (Kleinbroese), Dorf und Örenburg (Orenburgerdamm), Forsthaus

Nach dem Werk Statistisches Repertorium über das Königreich Westphalen von Johann Georg Heinrich Hassel hatte der Kanton Wustrow 1811 eine Fläche von 5,98 Quadratmeilen und zählte 4948 Einwohner. Nach den Angaben von Friedrich Justin Bertuch hatte der Kanton 1811 dagegen 4489 Einwohner.
Schon im März 1811 musste das Königreich Westphalen große Teile des Departements Nieder-Elbe an das Französische Kaiserreich abtreten; aus ihnen wurden die Hanseatischen Departements gebildet. Das Departement Nieder-Elbe wurde aufgelöst. Der übrig gebliebene Distrikt Salzwedel wurde an das Departement der Elbe angeschlossen.
Nach dem Hof- und Staats-Handbuch des Königreichs Westphalen wurden 1811 der Kanton Lüchow und der Kanton Wustrow zusammen verwaltet. Maire war Bodo Christian Wilhelm von Plato in Gartow. Die Bevölkerungszahl der beiden Kantone wurde mit 9.926 angegeben.
Nach der Niederlage in der Völkerschlacht bei Leipzig im Oktober 1813 löste sich das Königreich Westphalen auf. Das Gebiet kam wieder zum Nachfolgestaat des Kurfürstentums Braunschweig-Lüneburg, das Königreich Hannover. Ab 1814 wurde die vorherige Verwaltungsgliederung (Amt Wustrow) wiederhergestellt.